# Zale horrida
Zale horrida är en fjärilsart som beskrevs av Jacob Hübner 1818. Zale horrida ingår i släktet Zale och familjen nattflyn. Inga underarter finns listade i Catalogue of Life.